# سا دینگ‌دینگ
سا دینگ‌دینگ (چینی ساده: 萨顶顶; چینی سنتی: 薩頂頂; پین‌یین: Sà Dǐngdǐng؛ زادهٔ ۲۷ دسامبر ۱۹۸۳) یک ترانه‌سرا، خوانندهٔ فولکلوریک، آهنگساز و تهیه‌کننده موسیقی اهل چین است.
او دانش‌آموختهٔ هنرستان مرکزی موسیقی است.